# 湿生紫菀
湿生紫菀（学名：Aster limosus）是菊科紫菀属的植物，是中国的特有植物。分布在中国大陆的湖北等地，多生长在路边或山坡，目前尚未由人工引种栽培。